# Shinobi
Shinobi is een computerspel dat werd ontwikkeld en uitgegeven door Sega. Het spel kwam in 1987 uit als arcadespel. Een najaar later voor de Sega Master System en in 1989 voor de meeste homecomputers van die tijd. De muziek van het spel is van Yuzo Koshiro. De speler speelt in het side-scrolling actiespel een ninja die zich een weg door de levels moet banen om de gijzelaars te bevrijden. Elk level is opgedeeld uit verschillende schermen. De gijzelaars worden beschermd door grote vechters die zwaarden gooien. Aan het einde van een level moet een eindbaas worden verslagen.

## Platform
| jaar | platform                                                                              |
| ---- | ------------------------------------------------------------------------------------- |
| 1987 | Arcade                                                                                |
| 1988 | Sega Mega System                                                                      |
| 1989 | Amiga, Amstrad CPC, Atari ST, Commodore 64, DOS, MSX, NES, TurboGrafx-16, ZX Spectrum |
| 2009 | Wii, Xbox 360                                                                         |

Het spel is ook een verborgen spel voor Sonic's Ultimate Mega Drive Collection, dat uitkwam voor de PlayStation 3 en de Xbox 360. Dit spel wordt geactiveerd als de speler de eerste ronde van Shinobi III: Return of the Ninja Master uitspeelt zonder continue te gebruiken.

## Ontvangst
| Beoordeeld door                | Platform           | Datum            | Score |
| ------------------------------ | ------------------ | ---------------- | ----- |
| The Video Game Critic          | SEGA Master System | 17 februari 2002 | 100%  |
| Game Freaks 365                | SEGA Master System | 15 juni 2005     | 96%   |
| Computer and Video Games (CVG) | Commodore 64       | oktober 1991     | 90%   |
| Nintendo Life                  | Wii                | 23 oktober 2009  | 80%   |
| Retrogaming.it                 | SEGA Master System | 10 april 2008    | 80%   |
| Defunct Games                  | SEGA Master System | 14 februari 2009 | 80%   |
| SegaFan.com                    | TurboGrafx-16      | 22 december 2002 | 79%   |
| Retrogaming History            | TurboGrafx-16      | 3 april 2010     | 75%   |
| HonestGamers                   | SEGA Master System | 12 januari 2004  | 70%   |
| Power Play                     | Amiga              | november 1989    | 48%   |